# Руговска клисура
Руговската клисура е 25 км дълга и средно 300 метра дълбока. Простира между седловината Чакор на запад в Черна гора и град Печ на изток. На практика цялата територия на клисурата е в границите на Косово.
Намира се между масива на Проклетия от юг и Мокра гора, Хала и Жлеб от север, като част от т.нар. и известни на български – албански планини. През каньона протича река Печка Бистрица. На изхода на клисурата се намира град Печ с известната средновековна сръбска Печка патриаршия. Каньона се е формирал през плейстоцена.
След успешната реализация на косовската операция, основните сръбски сили (разбити от БА) се оттеглят през Руговската клисура в посока Андриевица – Шкодра. На 17 септември 1925 г. крал Александър I Караджорджевич открива съвременния шосеен път свързващ Печ в Косово и Мурино в Черна гора – през Чакор и Руговската клисура.
Днес Руговската клисура е изключително популярна туристическа дестинация. През клисурата, вкл. и през средновековието, преминава единствения пряк път през албанските планини, свързващ Румели и Босна.
Горният край на Руговската клисура е белязана от летовището Кучище с прохода на Чакор – към сръбските земи по горното Полимие.